# Міжнародні конгреси архівів
Міжнародні конгреси архівів — міжнародний форум зі статусом тимчасово діючих органів Міжнародної ради архівів (МРА). Перший конгрес, що відбувся в серпні 1950 в Парижі (Франція) за участю 350 представників 24 країн, затвердив статут МРА. 1950–56 конгреси збиралися раз на три роки, а після 1956 — раз на чотири. Упродовж 1950—2008 відбулося 16 конгресів, на яких обговорювалися найскладніші проблеми діяльності архівів (статус державних архівів, архівні технології, бібліографія та термінологія, лібералізація доступу до архівних документів, професійна освіта архівістів, еволюція і розвиток архівного законодавства тощо). Тематика конгресів охоплювала практично всі актуальні питання архів. справи: контроль за відомчими архівами, статус приватних архівів, архівна бібліографія (Париж, 1950); фінансування архівів, архіви та історія мистецтв, архіви історичних музеїв, підготовка архівістів (Гаага, Нідерланди, 1956); архівне устаткування, експертиза цінності архів. документів, приватні архіви (Флоренція, Італія, 1956); реставрація архів. документів і печаток, зберігання картографічних документів, екон. та соціальні дослідження в архівах (Стокгольм, Швеція, 1960); класифікація архів. інформації, архів. видання, діяльність к-ту із сфрагістики (Брюссель, Бельгія, 1964); лібералізація доступу до архів. інформації, нац. програми публікації документів, використання мікрофільмів для дослідження і публікації (Вашингтон, США, 1966, Надзвичайний конгрес); лібералізація доступу до архів. інформації і політика мікрофільмування, історія архівів, відомчі архіви установ, архіви підпр-в, реставрація документів, діяльність к-ту зі сфрагістики (Мадрид, Іспанія, 1968); стосунки між держ. і відомчими архівами, особливості підготовки науково-довідкового апарату, поліпшення діяльності архівів літератури і мист-ва, арх-ри і кінофотодокументів (Москва , 1972); реорганізація архів. справи (Вашингтон, 1976); «Використання архівної інформації з науковою метою» (Париж, 1980, ювілейний конгрес); «Виклик архівам — зростаючі завдання при обмежених засобах» (Бонн, ФРН, 1985); «Нові архіви» (Париж, 1988); «Професійна освіта архівістів» (Монреаль, Канада, 1992); «Архіви в кінці ХХ ст.: оцінка минулого і погляд у майбутнє» (Пекін, Китай, 1996); «Архіви нового тисячоліття та інформаційне суспільство» (Севілья, Іспанія, 2000); «Архіви, пам'ять і знання» (Відень, 2004); «Архіви управління і розвиток: планування майбутнього суспільства» (Куала-Лумпур, Малайзія, 2008). В останньому конгресі взяли участь бл. 1200 делегатів із 138 країн світу. Представники архів. служби України брали участь у 3–16-му М.к.а.
Матеріали конгресів оприлюднювалися в ж. «Archivum» (1950—2000), після 2000 публікуються в журналі «Comma».